# Ingibjörg H. Bjarnason
Ingibjörg H. Bjarnason, född 14 december 1867 i Thingeyri, död 30 oktober 1941, var en isländsk politiker, suffragett, lärare och gymnast. Hon var den första kvinnan att bli ledamot av Alltinget.
Efter examen från Kvennaskólinn 1882 flyttade Ingibjörg till Danmark för att som första islänning studera gymnastik. 1893 återvände hon till Reykjavik och började undervisa i gymnastik i grundskolan. 1903 återvände hon till Kvennaskólinn för att undervisa där och 1906 blev hon skolans rektor. Hon förblev rektor på skolan under 35 år fram till sin död 1941.
Ingibjörg började engagera sig i suffragettrörelsen på Island 1894. 1915 infördes kvinnlig rösträtt i landet och 1922 blev hon invald som ledamot i Alltinget som första kvinna. Hon representerade inledningsvis ett oberoende kvinnoparti, en föregångare till Kvinnolistan, men anslöt sig 1924 till det konservativa partiet Íhaldsflokkurinn. Hon satt i Alltinget fram till 1927 och engagerade sig i frågor gällande kvinnorätt och barns rättigheter.
2011 beslutades att ett minnesmärke över Ingibjörg H. Bjarnason skulle upprättas i Reykjavik.